# Nelly Marez-Darley
Pour les articles homonymes, voir Darley et Marez.
Nelly Marez-Darley, le 1er août 1906 née à Valenciennes et morte le 16 avril 2001 à Antony, est une artiste peintre française.
Rattachée à la nouvelle École de Paris, son œuvre, non figurative dans les années 1950 et 1960, réintroduit par la suite des éléments de figuration.
L'écrivain Emmanuel Darley (1963-2016) est son petit-fils.

## Biographie

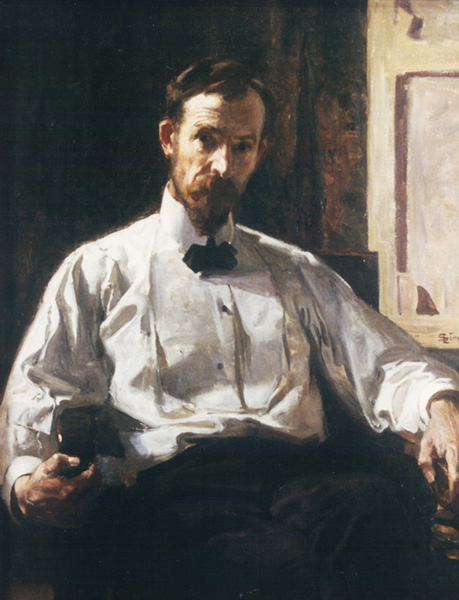
Lucien Simon, Autoportrait (1908), musée des Beaux-Arts de Lyon.

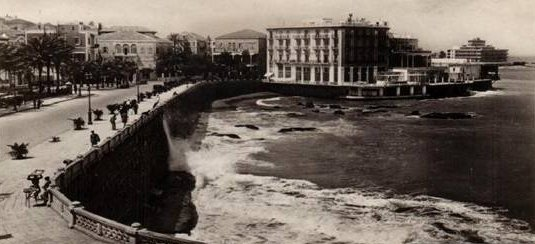
L'hôtel St. Georges à Beyrouth.

Nelly Désirée Émilie Marez naît du mariage d'Alfred Élie Marez (1876-1932) avec Henriette Juliette Leine (1878-1969). Très jeune, la peinture est pour elle une vocation, « la grande aventure de sa vie »[réf. nécessaire]. Après avoir fréquenté l'École des beaux-arts de Valenciennes à partir de 1924, elle entre en 1928 à l'École des beaux-arts de Paris où, dans l'atelier de Lucien Simon, elle a pour condisciples Yves Brayer et André Hambourg. Elle épouse en 1932 Georges Darley (Turny, 1895-Casablanca, 1950), fils du sculpteur Maxime Darley (1868-1936) qui fut sociétaire des artistes français et dont on cite une Statue équestre du maréchal Foch. Un voyage en Espagne, au cours duquel elle rencontre Manuel de Falla, lui apporte l'influente révélation de Goya et du Greco puis, de 1932 à 1935, elle séjourne au Liban où naît son fils Bernard en 1935. Durant ce séjour, elle peint et ouvre une académie de peinture avec Georges Cyr, exposant avec lui à l'hôtel St. Georges de Beyrouth en novembre 1934 et, lors de voyages en Syrie et en Palestine, à la Steimatzky's Gallery de Jérusalem en avril 1935. De retour à Paris elle y expose en mars 1938.
À partir de 1940, Nelly Marez-Darley s'installe à Alger où elle côtoie le milieu intellectuel dominé par Albert Camus et Max-Pol Fouchet, ainsi que le sculpteur Jean Peyrissac. Son exposition de 1941 à la galerie René Famin d'Alger est préfacée par Jean Alazard, conservateur du musée, puis, en 1944, elle expose à Oran, à la galerie Colline de Robert Martin. Seule femme peintre aux armées, elle est envoyée à Baden-Baden pour « documentation artistique » après la capitulation allemande : le Portrait du général Antoine Béthouart qu'elle y peint fera partie de l'exposition Anciens peintres aux armées à la galerie Durand-Ruel en 1946.
De retour à Paris en 1945, installée rue Campagne-Première, Nelly Marez-Darley se lie avec Alix Ghillain — traductrice en français du Capital de Karl Marx —, le philosophe Bernard Groethuysen Clara Malraux, les écrivains Francis Ponge et Jean Tardieu, les sculpteurs Simone Boisecq et Karl-Jean Longuet. Elle expose en 1946 à Paris. La galerie Breteau présente ses œuvres, désormais non figuratives, en 1949, préfacées par Clara Malraux. De 1950 à 1953, elle travaille au Maroc et expose à Casablanca .
Nelly Marez-Darley rentre définitivement à Paris en 1954. Elle fait la connaissance de Léon Zack, d'Atlan et du sculpteur Étienne Hajdu, participe au Salon des réalités nouvelles et expose une nouvelle fois galerie Breteau en 1954. À la fin des années 1960 elle aborde les collages, puis dans la décennie suivante, les tentures-assemblages. Autour de 1970, la figure réapparaît dans ses peintures, régulièrement exposées dans les galeries parisiennes. La galerie Callu Merite présente par la suite ses œuvres en 1986, 1988 et 1998, tandis qu'un hommage lui est rendu au Centre culturel de Valenciennes ainsi qu'au Centre culturel algérien en 1990.
Une exposition rétrospective de l'œuvre de Nelly Marez-Darley a lieu en 1999 au château de Gréoux-les-Bains. Elle exposera encore à Grenoble, Sausset-les-Pins, Toulouse, et devient une peintre permanente de la galerie Mischkind de Lille et de la galerie des Wantiers de Valenciennes. En 2007, une exposition est présentée à Valenciennes sous le titre « La bataille des formes, le langage des matières ».
Morte le 16 avril 2001, ses obsèques ont lieu à Paris à l'église Saint-Antoine-des-Quinze-Vingts le 20 avril suivant.

## Œuvre

### Peinture
Son œuvre s'ouvre sous le signe du réel. Portraits, scènes intimistes, objets, paysages, il s'agit au départ d'épuiser les thèmes venus d'un monde familier.
Elle rompt avec cet univers dans l'immédiat après-guerre, d'abord avec des toiles cubisantes puis avec des œuvres qui s'affranchissent de la figuration pour « aller plus loin dans l'intériorité de son univers »[réf. nécessaire]. Son œuvre se développe alors sous le signe de l'abstraction lyrique, enrichie d'une matière épaisse, granuleuse, où résonnent les substances d'une palette chargée d'ocres et de terres, de gris et de bleus, à travers des peintures que Marez-Darley qualifie d'« illimitations-matières ».

### Contributions bibliophiliques
- Benjamin Goriely, L'homme aux outrages, portrait de l'auteur par Nelly Marez-Darley en frontispice, 1 000 exemplaires numérotés, Éditions des Portes de France, 1947.
- Emmanuel Darley, Le mardi à Monoprix suivi de Auteurs vivants, couverture de Nelly Marez-Darley, Actes Sud-Papiers, 2009.

## Expositions

### Expositions personnelles
- Galerie Barreiro, Paris, mars 1938[2].
- Nelly Marez-Darley, peintures et aquarelles, galerie Saint-Louis, Grenoble, juin 1941.
- Galerie du Minaret, Alger, 1944.
- Galerie Carmine, Paris, 1946.
- Galerie Derche, Casablanca, octobre 1946.
- La Boutique d'art, Rabat, novembre 1946.
- Nelly Marez-Darley. Œuvres récentes : peintures, gouaches et dessins, galerie Breteau, Paris, juin 1949.
- Nelly Marez-Darley. Peintures, galerie Arnaud, Paris, janvier-février 1955.
- Galerie du Haut-Pavé, Paris, 1958.
- Galerie Callu Mérite, Paris, 1988.
- Nelly Marez-Darley. Toiles et gouaches abstraites, galerie Art Prestige, 51, boulevard des Batignolles, Paris, mai-juin 1989[6].
- Nelly Marez-Darley. Huiles, gouaches, tentures, Centre municipal arts et loisirs, Valenciennes, février-mars 1990.
- Centre culturel algérien, Paris, 1990.
- Château de Gréoux-les-Bains, 1999.
- Galerie des Wantiers, Valenciennes, avril-mai 2002.
- Fondation Taylor, Paris, octobre 2002[7].
- Maison Gueffier, La Roche-sur-Yon, mai 2010.

### Expositions collectives
- Georges Cyr et Nelly Marez-Darley, hôtel St. Georges, Beyrouth, novembre 1934, et Steimatzky's Gallery, Jérusalem, avril 1935[2].
- Les peintres de l'École de Paris, British Council, Londres, 1940.
- Les peintres français d'Afrique du Nord, British Council, Londres, juillet 1944.
- Anciens peintres aux armées, galerie Durand-Ruel, février 1946.
- Bords de mer et poissons. Pierre Bonnard, Georges Braque, Jean Carzou, Roger Chapelain-Midy, Maurice Denis, André Derain, François Desnoyer, Raoul Dufy, Charles Lapicque, Jean Lurçat, André Lhote, Fernand Léger, Nelly Marez-Darley, Albert Marquet, Claude Monet, Pablo Picasso, Édouard Pignon, Pierre-Auguste Renoir, Paul Signac, Kees Van Dongen, Maurice de Vlaminck, Léon Zack, galerie Pierre Maurs, Paris, mars-avril 1946.
- Salon des réalités nouvelles, Paris, de 1954 à 1963, 1992, 1993[4].
- Salon de mai, Paris, 1954, 1955, 1956.
- Participations non datées : Salon Comparaisons[4].

## Réception critique
- « Cette artiste vécut au Maghreb entre 1939 et 1945 et au début des années 1950. Venue d'une figuration de bon aloi (des paysages et des figures d'Afrique du Nord et d'Europe), sa sensibilité se tourne au lendemain de la Seconde Guerre mondiale vers l'abstraction, faisant éclore une œuvre à la fois charpentée et décorative. » - Gérald Schurr[8]
- « Par l'amitié d'Atlan et de Léon Zack, la lumière prend une place prépondérante dans sa peinture, créant des remous, des élans, des tourbillons dans des compositions plus vastes. C'est presque à son insu qu'elle retrouve le réel du monde dans une nouvelle période figurative en 1971. Les têtes et les masques compris comme des déformations et obtenus par la mobilité basculante des plans, sont depuis lors le thème essentiel de ses compositions, complété par les thèmes du cirque et de la danse qui lui permettent, souvent sur de grandes toiles, de trouver l'enchaînement rythmique du mouvement et du geste, souligné par des espaces rigoureusement construits. » - Alain Pizerra[4]

## Collections publiques
Algérie
- Alger, musée national des Beaux-Arts.
- Oran, musée national Zabana.

France
- Bobigny, église Saint-André.
- Grenoble, musée de Grenoble.
- Paris :
  - église Saint-Hippolyte.
  - couvent des Jacobins, chapelle des Dominicains.
  - Fonds national d'art contemporain.
  - musée d'Art moderne de la ville de Paris : Affrontement cosmique, 1961, dessin[9].
- Valenciennes :
  - Hôtel-Dieu.
  - hôtel de ville.
  - Maison de retraite du Hainaut, tribune de la chapelle : Maternité, 1939, huile sur toile, 138 × 193 cm[10].

Israël
- Tel Aviv, musée d'Art de Tel Aviv.

## Collections privées référencées
- Simone Boisecq[2].

## Hommages
- Bernard Darley, fils de l'artiste, a dédié son roman Le préféré à Nelly Marez-Darley (Éditions du Seuil, 1965).

### Monographies
- Pierre Courthion, Nelly Marez-Darley, peintre du bouleversant, Peintures 1975-1983, Paris, Presses artistiques, 1984.
- Jean-Claude Poinsignon, Nelly Marez-Darley, Éditions de la ville de Valenciennes, 1990.
- Nelly Marez-Darley, La trame du visible, textes de Lydia Harambourg, Michel Mathieu, Georges Limbour, Clara Malraux, Max-Pol Fouchet, Pierre Descargues, Michel Courtois, Jean Rousselot, Michel-Georges Bernard, Guy Weelen, Alain Pizerra, Pierre Courthion, Alain Bosquet, Emmanuel Darley, Alin Avila, Paris, Area, 1998, 120 pages.

### Catalogues et ouvrages généraux
- Clara Malraux, Nelly Marez-Darley, Éditions Galerie Breteau, Paris, 1949.
- Jean Rousselot, Nelly Marez-Darley, Éditions Galerie du Haut-Pavé, Paris, 1958.
- Nelly Marez-Darley, textes de Michel Mathieu et Michel-Georges Bernard, Paris, Centre culturel algérien, 1990.
- Gérald Schurr, Le guidardus de la peinture, Les éditions de l'amateur, 1993.
- André Roussard, Dictionnaire des peintres à Montmartre, Éditions André Roussard, 1999.
- Emmanuel Bénézit, Dictionnaire des peintres, sculpteurs, dessinateurs et graveurs, tome 9, Gründ, 1999, p. 207 et 208 (article d'Alain Pizerra).
- Jean-Pierre Delarge, Dictionnaire des arts plastiques modernes et contemporains, Gründ, 2001, p. 805 et 806.
- Lydia Harambourg, L'École de Paris, 1945-1965, Dictionnaire des peintres, Neuchâtel, Ides et Calendes, 1993  (ISBN 2-8258-0048-1) ; nouvelle édition, 2010, p. 327  (ISBN 978-2-8258-0241-0).